# Præsidentvalget i USA 1856
Præsidentvalget i USA 1856 var det 18. præsidentvalget, der blev afholdt tirsdag den 4. november 1856. Demokraten James Buchanan besejre henholdsvis den republikanske kandidat John C. Frémont og partiet Know Nothings nominerede, den tidligere præsident, Millard Fillmore.
Dette var den eneste gang i amerikansk historie, hvor et politisk parti nægtede at genopstille den siddende præsident og samtidig vandt. Den siddende demokratiske præsident Franklin Pierce var meget upopulær i Norden på grund af hans støtte til den fraktion, der støttede slaveri, i den igangværende borgerkrig i Kansas, og Buchanan besejrede derfor Pierce ved det demokratiske konvent i 1856. Buchanan, en tidligere udenrigsminister, havde undgået at deltage i debatten om den kontroversielle Kansas-Nebraska-loven, idet han gjorde tjeneste som amerikansk ambassadør i Storbritannien.
Slaveri var hovedspørgsmålet for valget, og dermed også spørgsmålet om USA's overlevelse, som det dengang eksisterede. Demokraterne blev set som det parti, der støttede slaveri. Til trods for at det nye republikanske parti gik ind for, at man afskaffede slaveri på nationalt plan, begrænse de deres bestræbelser til det politisk mere håndterbare spørgsmål om udvidelsen af slaveriet til andet føderale territorier (samt afskaffelse af slaveri i District of Columbia). Know Nothing-partiet (officielt kendt som American Party) konkurrerede med republikanerne om at erstatte det døende Whig Party, som det primære oppositionsparti til demokraterne.
Den republikanske konvent i 1856 nominerede Frémont, en opdagelsesrejsende og militærofficer, der havde tjent i den mexicansk-amerikanske krig. Know Nothings, der ignorerede slaveri og i stedet lagde vægt på anti-immigration og anti-katolske politikker, nominerede den tidligere whig-præsident Millard Fillmore. Indenrigspolitisk uro var en væsentlig faktor i nomineringerne af både Buchanan og Fillmore, som var kærkommende valg som nominerede, da de begge havde opholdt sig i udlandet, og dermed ikke havde været involveret i den indenrigspolitiske uro og taget stilling til de splittende spørgsmål omhandlende slaveriet.
Demokraterne støttede i varierende grad ekspansionistiske slaveripolitikker. De opfordrede til "folkelig suverænitet", som i teorien ville give beboerne i de respektive territorier muligheden for selv at bestemme, hvad status for slaveri skulle være, inden territorierne efterfølgende kunne blive optaget i USA som en selvstændig delstat. I praksis havde det i Kansas-territoriet medført en borgerkrig, som demokraterne havde givet abolitionisterne skylden for, i særdelshed John Brown. Frémont modsatte sig udvidelsen af slaveriet. Buchanan kaldte denne holdning "ekstremistisk" og advarede om, at en republikansk sejr ville føre til splittelse. Know Nothings forsøgte at præsentere sig selv som den part, der kunne bygge en bro mellem de to skel. Alle tre store partier fandt støtte i nord, men republikanerne havde stort set ingen opbakning i syd.
Buchanan vandt både et flertal blandt vælgerstemmerne og et flertal af valgmandsstemmerne. Han vandt alle undtagen én slavestat samt fem frie stater. Hans margen i vælgerstemmerne på 12,2% var den største margen blandt præsidentvalgene mellem 1836 og 1904. Valget var dog noget tættere, end tallene umiddelbart afsløre: hvis Fillmore havde vundet to af de tre delstater Kentucky, Tennessee og Louisiana (eller alle tre), og Frémont havde vundet Illinois - et samlet skifte på færre end 25.000 vælgerstemmer - ville et kontingentvalg have været påkrævet i Repræsentanternes Hus, som på dette tidspunkt var kontrolleret af en ny koalition, der var forenet i deres modstand mod demokraterne.
Frémont vandt et flertal af valgmandsstemmer fra de frie stater og sluttede på andenpladsen i den landsdækkende folkeafstemning målt efter vælgerstemmerne. Fillmore modtog 21,5% af vælgerstemmerne og vandt delstaten Maryland. Know Nothings kollapsede efterfølgende som et nationalt parti, da de fleste af dets anti-slaveri medlemmer sluttede sig til det republikanske parti efter højesteretsafgørelsen Dred Scott v. Sandford. 1856 viste sig også at være den sidste præsidentsejr til Det Demokratiske Parti indtil 1884, da republikanerne dominerende præsidentvalgene under og efter den amerikanske borgerkrig.

## Yderligere læsning
- Anbinder, Tyler (1992). Nativism and Slavery: The Northern Know Nothings and the Politics of the 1850s. New York: Oxford University Press. ISBN 0-19-508922-7.
- Bicknell, John. Lincoln's Pathfinder (2017) popular history of election from Fremont's perspective. 355 pages
- Foner, Eric (1970). Free Soil, Free Labor, Free Men: The Ideology of the Republican Party before the Civil War. New York: Oxford University Press.
- Gienapp, William E. (1987). The Origins of the Republican Party, 1852–1856. New York: Oxford University Press. ISBN 0-19-504100-3.
- Gienapp, William E. "Nativism and the Creation of a Republican Majority in the North before the Civil War." Journal of American History 72.3 (1985): 529-559 online
- Holt, Michael F. (1978). The Political Crisis of the 1850s. New York: Norton. s. 139-181. ISBN 0-393-95370-X.
- Nevins, Allan (1947). Ordeal of the Union: vol 2: A House Dividing, 1852–1857. New York. The most detailed narrative.
- Pierson, Michael D. (2002). "'Prairies on Fire': The Organization of the 1856 Mass Republican Rally in Beloit, Wisconsin". Civil War History. 48. ISSN 0009-8078.
- Potter, David (1976). The Impending Crisis, 1848–1861. New York: Harper & Row. ISBN 0-06-090524-7.
- Rawley, James A. (1969). Race and Politics: "Bleeding Kansas" and the Coming of the Civil War. Philadelphia: Lippincott.
- Sewell, Richard H. (1976). Ballots for Freedom: Antislavery Politics in the United States, 1837–1860. New York: Oxford University Press. s. 254–291. ISBN 0-19-501997-0.
- Address of Working Men of Pittsburgh to Their Fellow Working Men in Pennsylvania. Pittsburgh, PA: W.S. Haven, 1856.

### Primære kilder
- Chester, Edward W En guide til politiske platforme (1977) online
- Porter, Kirk H. og Donald Bruce Johnson, red. Nationale partiplatforme, 1840-1964 (1965) online 1840-1956

## Eksterne links
- Præsidentvalget i 1856: En ressourcevejledning fra Library of Congress
- Nativism in the 1856 Presidential Election
- 1856 vælgerstemmer efter distrikt
- 1856 vælgerstemmer efter delstat Arkiveret 9. december 2004 hos  Wayback Machine
- James Buchanan og valget i 1856 Arkiveret 16. december 2018 hos  Wayback Machine
- Hvor tæt var valget i 1856? — Michael Sheppard, Massachusetts Institute of Technology
- 1856 Republikansk Platform
- Præsidentvalget i 1856 - optælling af stemmer Arkiveret 12. november 2017 hos  Wayback Machine